# Московское реальное училище

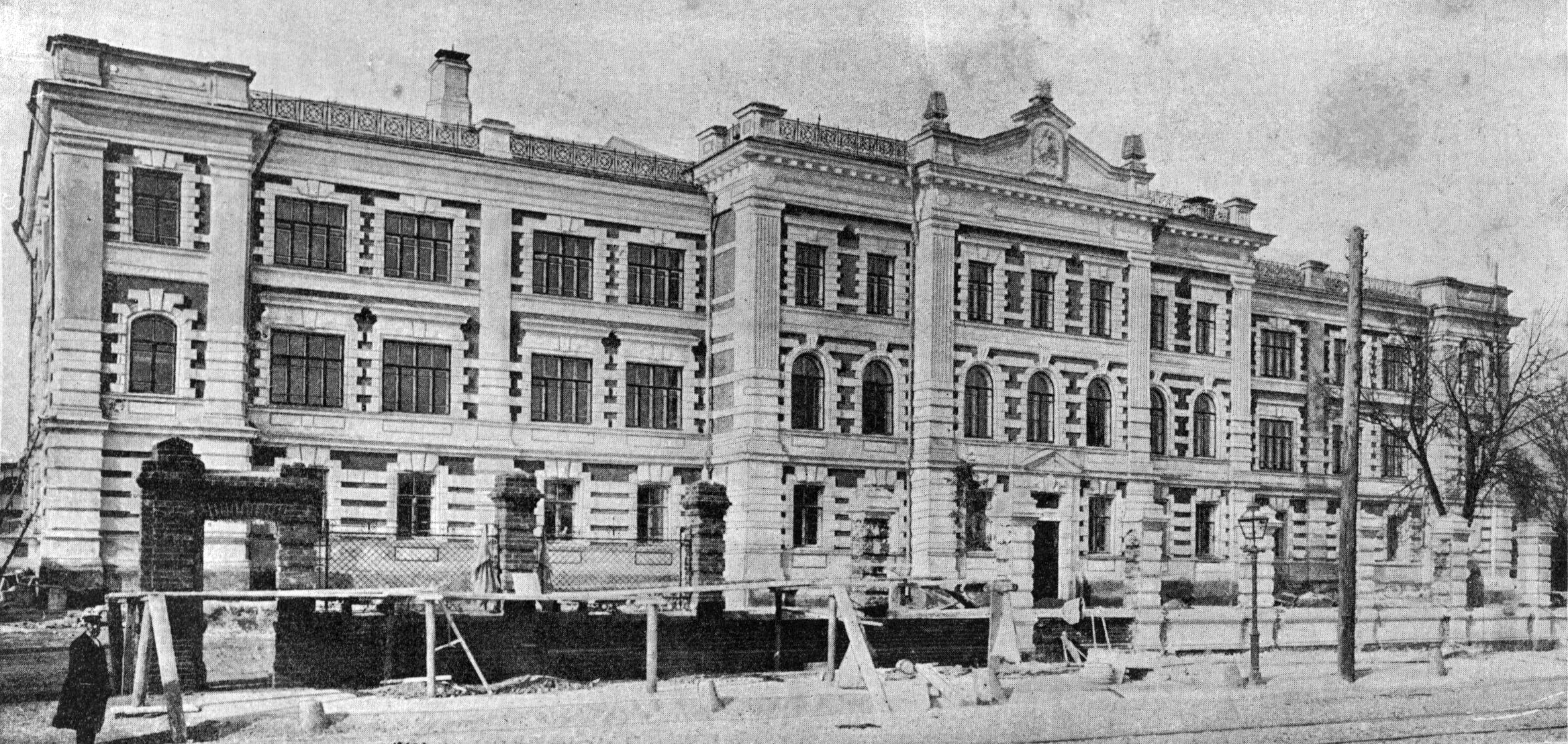
Здание реального училища на Садовой улице

Московское реальное училище — первое казённое училище, открытое в Москве в 1873 году.

## История
По распоряжению министра народного просвещения от 8 февраля 1873 года в Московском учебном округе подлежали открытию 4 училища. Одно из них — казённое. Открытие его состоялось 2 октября 1873 года в составе четырёх классов. Директором, с 1 июля 1873 года, был назначен действительный статский советник Николай Иванович де Витте. В числе первых преподавателей были: В. Н. Амфитеатров (с 1873 по 1881) — Закон Божий; И. М. Владимирский (с 1873) — русский язык; П. Е. Глики (с 1873 по 1885) и К. К. Мазинг (с 1874 по 1879) — математика; С. Н. Васильковский (с 1873 по 1879) — история; И. В. Янчин (с 1873 по 1889) — география и естественная история; физику преподавал директор Н. И. де Витте, П. Е. Глики. Врачом училища состоял П. И. Покровский.
Училище первоначально было размещено в доме Вельтищева, на углу Большой Никитской улицы и Брюсовского переулка. Из первых 80 человек, 58 были приняты по вступительному экзамену, а 22 переведены из гимназий. Уже к 1 января 1874 года число учащихся возросло до 125 человек и в августе 1874 года был открыт V класс. В следующем учебном году (1875/76) был открыт VI класс и число учащихся составило 203 человека; через год помимо 6 классов основного отделения существовал дополнительный класс с тремя отделениями: общим, механико-техническим и химико-техническим; коммерческое отделение было открыто в 1877 году в IV и V классе, а в 1878 году — в VI классе (число учащихся составило 281 человек, а к 1 января 1882 года — 332).
В 1888 году реальные училища стали функционировать по новому уставу. В этот год количество учеников составляло 372, и к 1892 году достигло 397 человек. В 1893 году новый устав окончательно вошёл в силу, в связи с чем в училище стало «13 классов: I, II, III, IV — с 2 отделениями в каждом (нормальным и параллельным), V и VI кл. с основным и коммерческим отделениями и дополнительный класс», а число учащихся превысило 400.
В 1901 году училище переехало в новое здание на Садовой улице (Садовая-Кудринская улица, 9), построенное по проекту А. А. Никифорова и освященное  1 октября 1901 года.

## Директора
- 1873—1878 Николай Иванович де Витте
- 1878—1880 Владимир Васильевич Григорьев
- 1880—1892 Александр Алексеевич Кривоносов
- 1892—1896 Сергей Матвеевич Зегер
- 1896—? Семён Николаевич Васильковский

## Выпускники
Полный курс обучения составлял 6 классов. Ряд учеников выпускались из дополнительного 7-го класса, в котором сначала были механическое и химическое отделения, а затем только механико-техническое.
В числе окончивших 7-й дополнительный класс были:
- 1875—1877 Александр Левенсон (механическое отделение)
- 1878—1879 Николай Фалеев (механическое отделение)
- 1879—1880 Николай Ширков (механическое отделение)
- 1880—1881 Георгий Абрикосов (механическое отделение)
- 1874—1881 Пётр Слёзкин (механическое отделение)
- 1879—1882 Александр Чичкин (механическое отделение)
- 1877—1885 Константин Гучков (химическое отделение)
- 1886—1890 Василий Шарвин (механико-техническое отделение)
- 1881—1891 Семён Барков (механико-техническое отделение)
- 1888—1891 Павел Дмитриев (механико-техническое отделение)
- 1890—1891 Пётр Микини (механико-техническое отделение)
- 1885—1892 Владимир Покровский (механико-техническое отделение)
- 1891—1892 Арсений Морозов (механико-техническое отделение)
- 1892—1897 Владимир Бутеноп

Среди окончивших шестиклассный курс училища:
В числе выпускников были:
- 1873—1876 Николай Астырев (основное отделение)
- 1873—1879 Георгий Конюс (коммерческое отделение)
- 1879—1885 Владимир Барский (коммерческое отделение)
- 1881—1890 Михаил Кожевников (основное отделение)
- 1890—1894 Михаил Чеглов (основное отделение)
- 1888—1895 Михаил Москвин (основное отделение)